# Kamionka Stara
Kamionka Stara – wieś w Polsce położona w województwie podlaskim, w powiecie augustowskim, w gminie Bargłów Kościelny.
| SIMC    | Nazwa          | Rodzaj    |
| ------- | -------------- | --------- |
| 0754609 | Puszczałowizna | część wsi |

Według Powszechnego Spisu Ludności z 1921 roku Kamionka Stara zamieszkiwana była przez 204 osoby, wśród których 195 zadeklarowało wyznanie rzymskokatolickie, 3 inne chrześcijańskie a 6 mojżeszowe. Jednocześnie 195 mieszkańców zadeklarowało polską przynależność narodową, 3 inną a 6 żydowską.
W latach 1975–1998 miejscowość należała administracyjnie do województwa suwalskiego.